# Duren Mekar
Duren Mekar is een bestuurslaag in het regentschap Depok van de provincie West-Java, Indonesië. Duren Mekar telt 15.061 inwoners (volkstelling 2010).